# دوني هيل
دوني هيل (بالإنجليزية: Donnie Hill)‏ هو لاعب كرة قاعدة أمريكي، ولد في 12 نوفمبر 1960 في بومونا في الولايات المتحدة.

## وصلات خارجية
- دوني هيل على موقعبيزبول رفرنس.كوم (الدوري الرئيسي) (الإنجليزية)
- دوني هيل على موقع مشجعي الرسوم البيانية (الإنجليزية)